# ФК Виторул Констанца
ФК Виторул Констанца је бивши румунски фудбалски клуб са седиштем у Констанци. Клуб је основан 2009. године и наступао је у Лиги I, највишем рангу румунског фудбала. Власник клуба, уједно и тренер је био легенда румунског фудбала Георге Хађи. Као домаћин наступа на стадиону Виторул капацитета 4.554 седећих места. Клуб је 2021. престао да постоји и спојен је са клубом Фарул из Констанце.

## Историја
Клуб је основан у лето 2009. године од стране бивше легенде румунског фудбала, Хађија. Виторул је познат као клуб заснован на консолидацији младих талената у Румунији и поседује најбољу инфраструктуру за омладинске селекције од било којег другог тима у земљи. 
ФК Виторул је први пут наступио у најелитнијем рангу румунског фудбала у сезони 2012/13. Након три узастопних сезона у којима је клуб заузимао позицију у доњем делу табеле, у сезони 2015/16 клуб је успео да избори позицију која му омогућава да наступа у УЕФА такмичењима наредне сезоне.
У сезони 2016/17, са само осам година историје, клуб је успео да освоји шампионску титулу у последњем дану плеј-офа и то са истим бројем бодова са директним конкурентом, екипом Стеауе. Поред освојене титуле, клуб је освајач и румунског Купа и Суперкупа у сезони 2018/19

## Трофеји
- Прва лига Румуније
  - Победник (1):2016/17
- Куп Румуније
  - Победник (1):2018/19
- Суперкуп Румуније
  - Победник (1):2019

## ФК Виторул Констанца у европским такмичењима
| Сезона  | Такмичење     | Коло        | Клуб             | Дом. | Гост        | Укупно |
| ------- | ------------- | ----------- | ---------------- | ---- | ----------- | ------ |
| 2016/17 | Лига Европе   | 3. коло кв. | Гент             | 0:0  | 0:5         | 0:5    |
| 2017/18 | Лига шампиона | 3. коло кв. | АПОЕЛ            | 1:0  | 0:4 (прод.) | 1:4    |
| 2017/18 | Лига Европе   | плеј-оф     | Ред бул Салцбург | 1:3  | 0:4         | 1:7    |
| 2018/19 | Лига Европе   | 1. коло кв. | Расинг           | 0:0  | 2:0         | 2:0    |
| 2018/19 | Лига Европе   | 2. коло кв. | Витесе           | 2:2  | 1:3         | 3:5    |
| 2019/20 | Лига Европе   | 2. коло кв. | Гент             | 2:1  | 3:6         | 5:7    |